# Franz Munggenast
Franz Munggenast (getauft 23. Jänner 1724 in St. Pölten; † 11. Mai 1748 ebenda) war ein österreichischer Barockbaumeister.

## Leben
Franz Munggenast wurde als erster Sohn von Joseph Munggenast und seiner Gattin Theresia vor dem 23. Jänner 1724 in St. Pölten geboren. Es gilt als wahrscheinlich, dass Franz, im Umfeld der Arbeit seines Vaters, der auch eng mit Jakob Prandtauer zusammenarbeitet, schon früh mit der Architektur in Kontakt kam.
Verschiedene Quellen legen nahe, dass Munggenast eine Maurerlehre in St. Pölten, wahrscheinlich bei seinem Vater, abschloss. Ab 1740 besuchte der die Wiener Kunstakademie, wohl vor allem um seine Zeichenkünste zu verbessern. Anlässlich des Todes seines Vaters 1741 besuchte er kurz St. Pölten, danach kehrte er für seine Studien nach Wien zurück. Am 9. Mai 1742 übernahm Franz Munggenast den Familienbetrieb.
Im Jahre 1743 beauftragte Propst Frigdian Knecht den erst 18-jährigen Architekten mit der Leitung des Baues für den Neubau der Stiftskirche Herzogenburg im Barockstil, an deren Innenausstattung namhafte Künstler wie Bartolomeo Altomonte oder Daniel Gran beteiligt waren.
In den nächsten fünf Jahren bis zu seinem frühen Tod schuf er drei weitere bedeutende Barockbauwerke und plante den Neubau der Wallfahrtskirche Maria Langegg, zu dessen Ausführung es jedoch nicht mehr kam. Der Bau wurde von 1765 bis 1773 nach Plänen von Johann Michael Ehmann ausgeführt.
Nach seinem Tod führte sein jüngerer Bruder Matthias den Familienbetrieb weiter.

## Werke

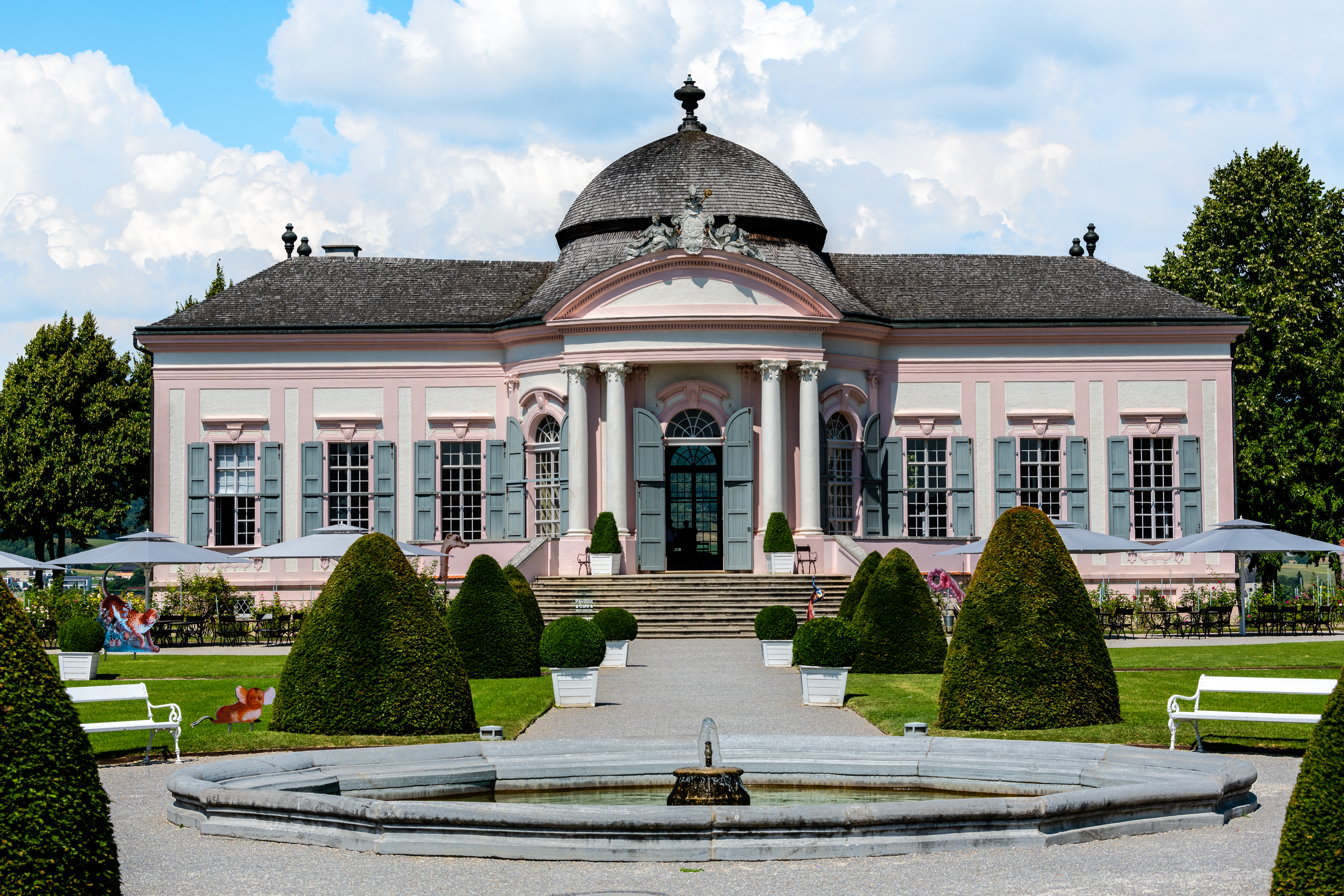
Gartenpavillon Stift Melk

- Stiftskirche Herzogenburg, ab 1743
- Türkenbründl Sonntagberg, 1745
- Kalvarienberg in St. Pölten, 1746
- Arbeiten am Dom zu St. Pölten, 1746
- Gartenpavillon des Stiftes Melk, 1746–48
- Entwürfe für den Neubau der Kirche Maria Langegg (nicht ausgeführt)